# Zheltorossia
 (avril 2023).
Si vous disposez d'ouvrages ou d'articles de référence ou si vous connaissez des sites web de qualité traitant du thème abordé ici, merci de compléter l'article en donnant les références utiles à sa vérifiabilité et en les liant à la section « Notes et références ».
 (mai 2023).

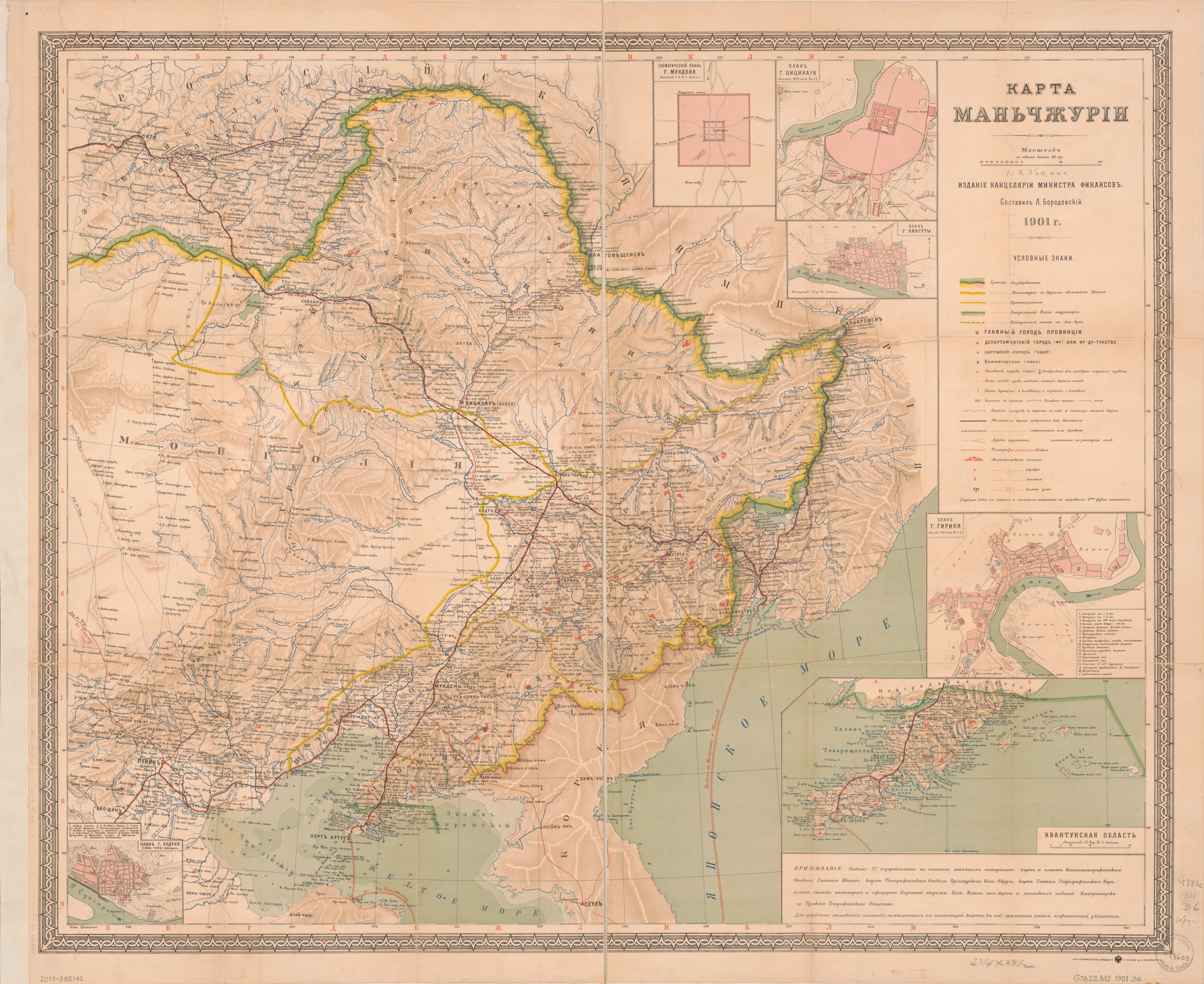
Carte russe de la Mandchourie au début du XXe siècle.

Le projet Zheltorossia est un projet colonial de l'Empire russe durant le XIXe siècle et XXe siècle dans la région chinoise de Mandchourie. Le projet n'a pas abouti.

## Terminologie
La première utilisation du terme Zheltorossia vient du journaliste russe Ilya Levitov qui le décrivait comme « Par Zheltorossia, je comprends l'espace dans lequel l'élément russe se mêle à la race jaune [ici en parlant des peuples asiatiques de la région], en particulier celle qui s'étend du Baïkal à l'océan Pacifique. Cet espace est en quelque sorte isolé de la Russie et a quelque chose en commun avec elle ».
L'objectif était de profiter de la faiblesse de la Chine des Qing, alors en déclin, puis de russifier la région. Enfin, l'intérêt était aussi d'avoir un meilleur accès à l'océan Pacifique et la mer de Chine. Cependant, après avoir récupéré Port-Arthur en 1894 et occupé la Mandchourie après la révolte des Boxers, les Russes perdent toutes leurs avancées à la suite du traité de Portsmouth qui met fin à la guerre russo-japonaise.

## Contexte

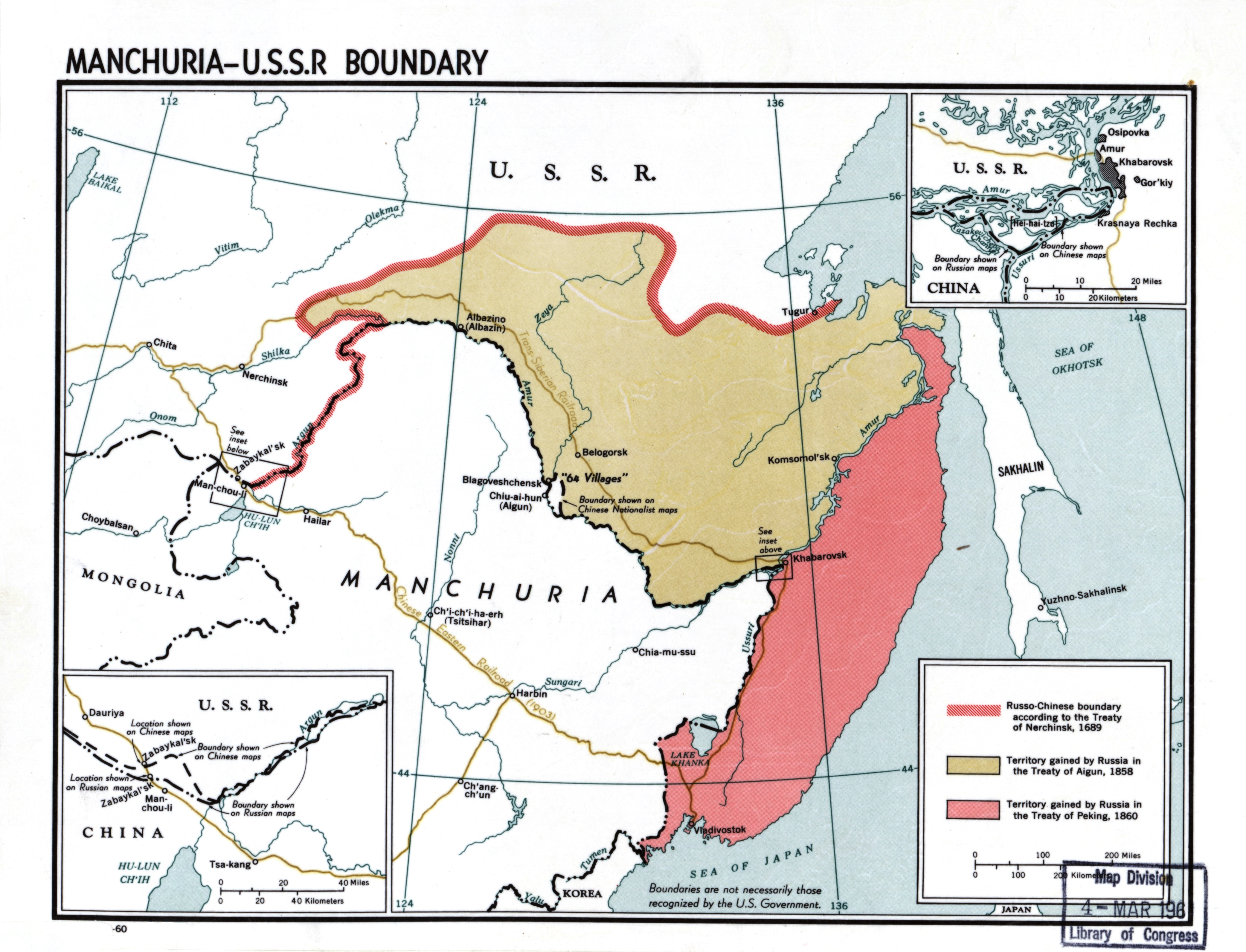
En rose, les régions de Mandchourie extérieure attribuées à la Russie par le traité d'Aïgoun (1858 - attribution du nord du fleuve Amour) et la convention de Pékin (1860 - attribution du sud du fleuve Amour).

En 1858, la Russie et les Qing signent le traité d'Aïgon, un des traités inégaux que signe la Chine du XIXe siècle. Puis, en 1860 est signée la convention de Pékin. Ces deux traités lui font perdre la Mandchourie-Extérieure, située encore aujourd'hui en Russie. C'est aussi à cette époque que le projet Zheltorossia commence à naitre. L'Empire russe commence alors à investir la région et tente d'accroire son influence dans le reste de la Mandchourie chinoise via l'investissement dans le chemin de fer. Le projet connaît une forte croissance dans les années 1890.

## Croissance du projet puis abandon forcé
En 1894-1895, le Japon nouvellement modernisé et la Chine se font la guerre. À la suite de la victoire japonaise, ces derniers annexent Taïwan, mettent sous protectorat la Corée et occupent la péninsule de Liaodong lors du traité de Shimonoseki. Mais le Japon est forcé de changer certaines clauses du traité lors de la Triple intervention. Poussées par la Russie, la France et l'Allemagne font une déclaration de concert demandant au gouvernement de l'Empire du Soleil levant de ne pas annexer la péninsule de Liaodong. Le Japon s'incline et accepte. L'objectif russe était de défendre Vladivostok, port du Pacifique et étendre son influence en Extrême-Orient. Le Transsibérien commençait à l'époque à se construire avec un tronçon en Mandchourie jusqu'à Port-Arthur. La Russie ne s'attendait en effet pas à une victoire japonaise.
Le 7 septembre 1901 est signé le protocole de paix Boxer. La Russie occupe donc la Mandchourie, ce qui irrite le voisin japonais. Cela conduit à la guerre russo-japonaise de 1904-1905, guerre que la Russie perd. Celle-ci perd la partie sud de la Sakhaline mais surtout Port-Arthur et les droits de son réseau de chemin de fer dans la région.
Le projet expansionniste russe en Extrême-Orient a complètement échoué. La Russie abandonne tout projet dans la région car elle voit sa situation interne se dégrader drastiquement, comme avec la révolution russe de 1905 qui se déclenche durant la guerre.
Les Japonais de leur côté commencent véritablement leur expansion dans la région. En 1932, les autorités japonaises fondent l'État fantoche du Mandchoukouo en Mandchourie.